# Suelli (stolica tytularna)
Suelli (łac. Suellensis, wł. Suelli) – stolica historycznej diecezji w Italii erygowanej około w roku 1002, a włączonej w roku 1419 w skład archidiecezji Cagliari. 
Współcześnie miejscowość Suelli znajduje się w prowincji Cagliari na Sardynii. Obecnie katolickie biskupstwo tytularne ustanowione w 1968 przez papieża Pawła VI.

## Biskupi tytularni
| Lp. | Biskup              | Funkcja                                    | Od               | Do                  |
| --- | ------------------- | ------------------------------------------ | ---------------- | ------------------- |
| 1   | Leo Joseph Brust    | biskup pomocniczy Milwaukee (USA)          | 22 sierpnia 1969 | 31 stycznia 1995    |
| 2   | Alberto Tanasini    | biskup pomocniczy Genui (Włochy)           | 6 lipca 1996     | 20 marca 2004       |
| 3   | Ramón Castro Castro | biskup pomocniczy jukatański (Meksyk)      | 2 kwietnia 2004  | 8 kwietnia 2006     |
| 4   | Óscar Ojea          | biskup pomocniczy Buenos Aires (Argentyna) | 24 maja 2006     | 7 października 2009 |
| 5   | Brian Udaigwe       | nuncjusz apostolski                        | 22 lutego 2013   |                     |